# 73 (tal)
73 (sjuttiotre) är det naturliga talet som följer 72 och som följs av 74.
- Hexadecimala talsystemet: 49
- Binärt: 1001001
- Delbarhet: 1, 73.
- Antal delare: 2
- Summan av delarna: 74
- Det 21:a primtalet efter 71 och före 79
- Tillsammans med 71 en primtalstvilling, den 8:e i ordningen.

## Inom matematiken
- 73 är ett udda tal.
- 73 är ett extraordinärt tal
- 73 är ett stjärntal
- 73 är ett centrerat dodekagontal
- 73 är ett aritmetiskt tal
- 73 är ett palindromtal i det binära talsystemet.
- 73 är ett palindromtal i det oktala talsystemet.
- 73 är det 21:a primtalet. Notera att 21 = 3 × 7, och att 73, 21, 7, 3 i binär form, 1001001, 10101, 111, 11, är alla palindromtal
- 73 bildar ett primtalspar med 71
- 73 är det minsta primtalet kongruent till 1 modulo 24
- 73 är ett latmirp, vilket betyder att talet som fås genom att byta ordningen av siffrorna, 37, också är ett primtal. Notera att 73 är det 21:a primtalet, medan 37 är det 12:e primtalet
- Varje positivt heltal kan skrivas som summan av 73 eller färre sjättepotenser (se Warings problem)
- I bas 5 är det minsta primtalet vars siffersumma är sammansatt 73

## Inom vetenskapen
- Tantal, atomnummer 73
- 73 Klytia, en asteroid
- M73, fyra stjärnor utan relation i Vattumannen, Messiers katalog
- 73, inom radiokommunikation (främst morsetelegrafi): förkortning för "Bästa hälsningar".